# 에드푸 신전

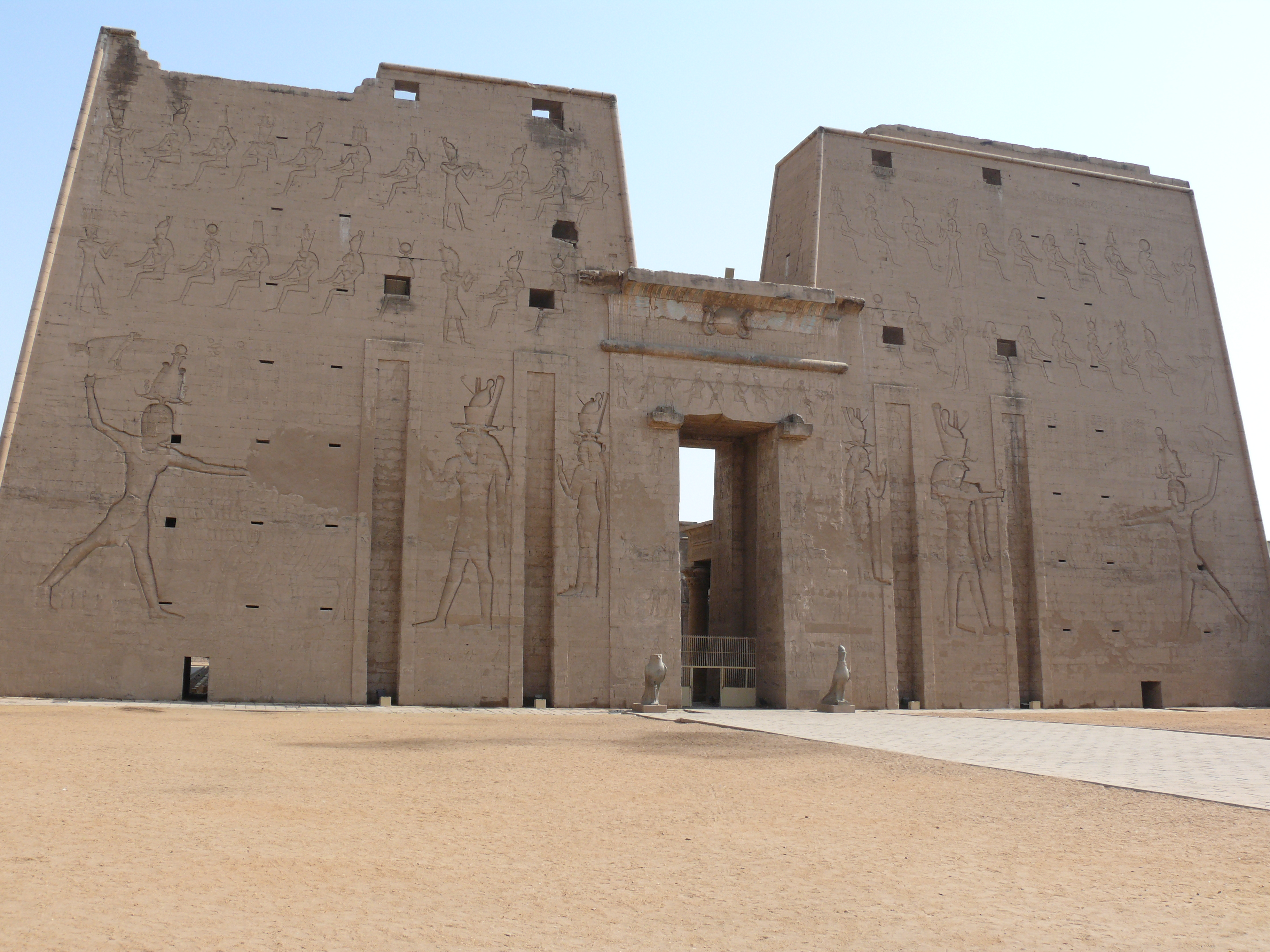

에드푸 신전(Temple of Edfu) 또는 호루스 신전은 상이집트 에드푸 나일강 서쪽둑에 위치한 이집트의 신전이다.
기원전 237년 프톨레마이오스 3세가 착공한 후 역대의 여러 왕을 거쳐 기원전 57년에 현재 모습으로 완공되었다. 이후 오랫동안 흙속에 묻혀 있던 것을 1798년 이집트-시리아 원정에 참여한 프랑스 원정대가 발견했으며, 20세기초에 프랑스 고고학회가 발굴하여 수복하였다. 탑문, 주벽 등의 구조는 물론, 부조 등의 장식도 거의 완전한 형태로 발굴되어 당시의 신전 모습을 잘 보여주고 있다.

## 같이 보기
- 고대 이집트의 건축